# Hoya samarensis
Hoya samarensis är en oleanderväxtart som beskrevs av Kloppenb. och Siar. Hoya samarensis ingår i släktet Hoya och familjen oleanderväxter. Inga underarter finns listade i Catalogue of Life.